# Vinodolkodexen

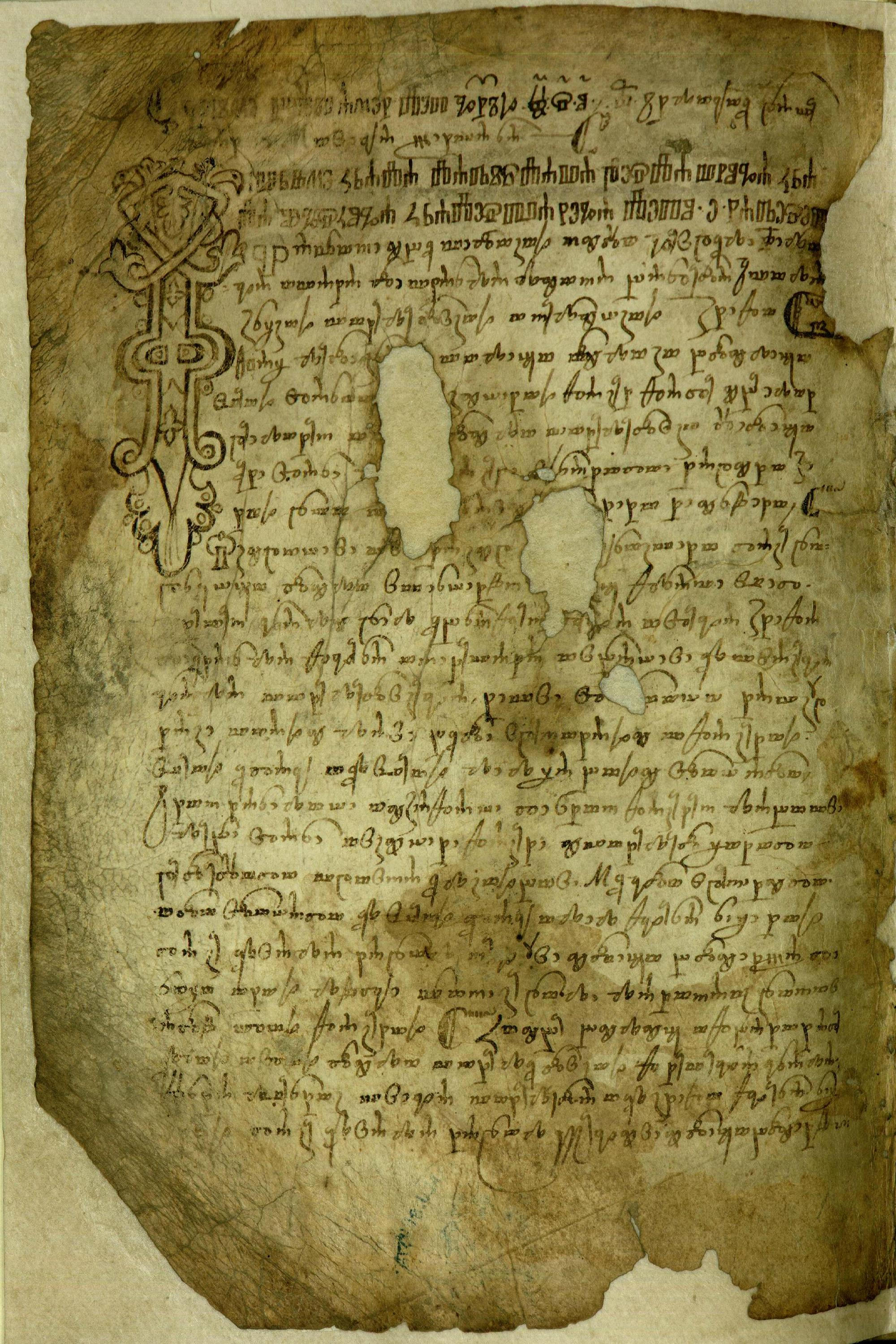
Vinodolkodexen

Vinodolkodexen (kroatiska: Vinodolski zakonik) är en av de äldsta lagtexterna på kroatiska och en av de äldsta på ett slaviskt språk. Lagtexten från den 6 januari 1288 är skriven med det glagolitiska alfabetet och reglerar relationerna mellan adeln och de livegna bönderna samt slår fast reglerna för ägande och brukande av marken i Vinodol, ett geografiskt område som bland annat omfattar staden Novi Vinodolski i Kroatien.

## Upprinnelse och innehåll
Sedan den kroatisk-ungerske kungen Andreas II förlänat markområden kring staden Novi Vinodolski och Modruš till den kroatiska knezen Vid II Frankopan uppstod flera konflikter mellan de livegna bönderna och deras nya herre. För att få bukt med konflikterna upprättades en lagtext, Vinodolkodexen. Lagtexten utarbetades av ett råd bestående av 42 medlemmar som tillsammans representerade de nio kommunerna Novi Grad (dagens Novi Vinodolski), Ledenica, Bribir, Grižane, Drivenik, Hreljin, Bakar, Trsat och Grobnik. Artikeln 57 och 75 slår fast att den kroatiska adelsfamiljen Frankopan är områdets herrar och att stadsrådet inte får sammanträda utan att familjen Frankopan företräds av en medlem. Artikel 18, 27 och 56 reglerar kvinnornas rättigheter samt skydd för deras personliga och moraliska dygd. Avtalet undertecknades i borgen Novigrad i Novi Vinodolski som uppförts av adelsfamiljen Frankopan. 
Originaldokumentet finns idag på National- och universitetsbiblioteket i Zagreb.

### Fotnoter
1. ↑  National- och universitetsbiblioteket i Zagreb Arkiverad 22 augusti 2009 hämtat från the Wayback Machine. (kroatiska)